# Medzibrod
Medzibrod est un village de Slovaquie situé dans la région de Banská Bystrica.

## Histoire
Première mention écrite du village en 1455.

## Démographie

### Évolution de la population
| Année:               | 1994. | 2004.   | 2014.   | 2024.   |
| -------------------- | ----- | ------- | ------- | ------- |
| Nombre de personnes: | 1307  | 1303    | 1359    | 1372    |
| Différence:          |       | -0,30 % | +4,29 % | +0,95 % |

| Année:               | 2023. | 2024.   |
| -------------------- | ----- | ------- |
| Nombre de personnes: | 1395  | 1372    |
| Différence:          |       | -1,64 % |